# الحزب الديمقراطي (نيكوليني)
الحزب الديمقراطي (بالإسبانية : Partido Democráta) كان حزباً سياسياً في بيرو. كان رئيسه خوان فيسينتي نيكوليني.